# والتر آسمان
والتر کارل فیدریش آسمان(به آلمانی: Dr. med. dent. Walter Karl Friedrich Assmann) (زاده ۲۲ ژوئیه ۱۸۹۶ - مرگ ۱ مه ۱۹۶۴) یک ژنرال آلمانی در دوره رایش سوم بود.